# Стрибки у воду на літніх Олімпійських іграх 1952
Змагання зі стрибків у воду на літніх Олімпійських іграх 1952 в Гельсінках тривали з 27 липня до 2 серпня на Гельсінкському плавальному стадіоні. Розіграно 4 комплекти нагород (по 2 серед чоловіків і жінок). Змагалися 76 стрибунів і стрибунок у воду з 22-х країн.

## Медальний залік
Дисципліни названо згідно з позначеннями Міжнародного олімпійського комітету, але в офіційному звіті їх наведено, відповідно, як "стрибки у воду з трампліна" і "стрибки у воду з вишки".

### Чоловіки
| Дисципліна    | Золото               | Срібло                | Бронза              |
| ------------- | -------------------- | --------------------- | ------------------- |
| Трамплін, 3 м | Девід Браунінґ (USA) | Міллер Андерсон (USA) | Боб Клотворті (USA) |
| Вишка, 10 м   | Семюел Лі (USA)      | Хоакін Капілья (MEX)  | Ґюнтер Газе (GER)   |

### Жінки
| Дисципліна    | Золото              | Срібло                | Бронза                      |
| ------------- | ------------------- | --------------------- | --------------------------- |
| Трамплін, 3 м | Пет Маккормік (USA) | Мадлен Моро (FRA)     | Зої-Енн Олсен-Дженсен (USA) |
| Вишка, 10 м   | Пет Маккормік (USA) | Пола Джин Маєрс (USA) | Джуно Стовер-Ірвін (USA)    |

## Таблиця медалей
| Місце              | Країна             | Золото | Срібло | Бронза | Загалом |
| ------------------ | ------------------ | ------ | ------ | ------ | ------- |
| 1                  | США (USA)          | 4      | 2      | 3      | 9       |
| 2                  | Мексика (MEX)      | 0      | 1      | 0      | 1       |
| 2                  | Франція (FRA)      | 0      | 1      | 0      | 1       |
| 4                  | Німеччина (GER)    | 0      | 0      | 1      | 1       |
| Загалом (4 збірні) | Загалом (4 збірні) | 4      | 4      | 4      | 12      |

## Країни-учасниці
- Австралія  (2)
- Австрія  (4)
- Бермуди  (1)
- Бразилія  (2)
- Цейлон  (1)
- Данія  (2)
- Єгипет  (4)
- Фінляндія  (3)
- Франція  (4)
- Німеччина  (4)
- Велика Британія  (9)
- Ізраїль  (1)
- Італія  (1)
- Японія  (2)
- Мексика  (5)
- Нідерланди  (2)
- ПАР  (1)
- СРСР  (11)
- Швеція  (4)
- Швейцарія  (2)
- США  (11)
- Венесуела  (1)